# Buchs (Saint-Gall)
Pour les articles homonymes, voir Buchs.
Buchs est une ville et une commune suisse du canton de Saint-Gall, le chef-lieu de la circonscription électorale de Werdenberg.

## Géographie

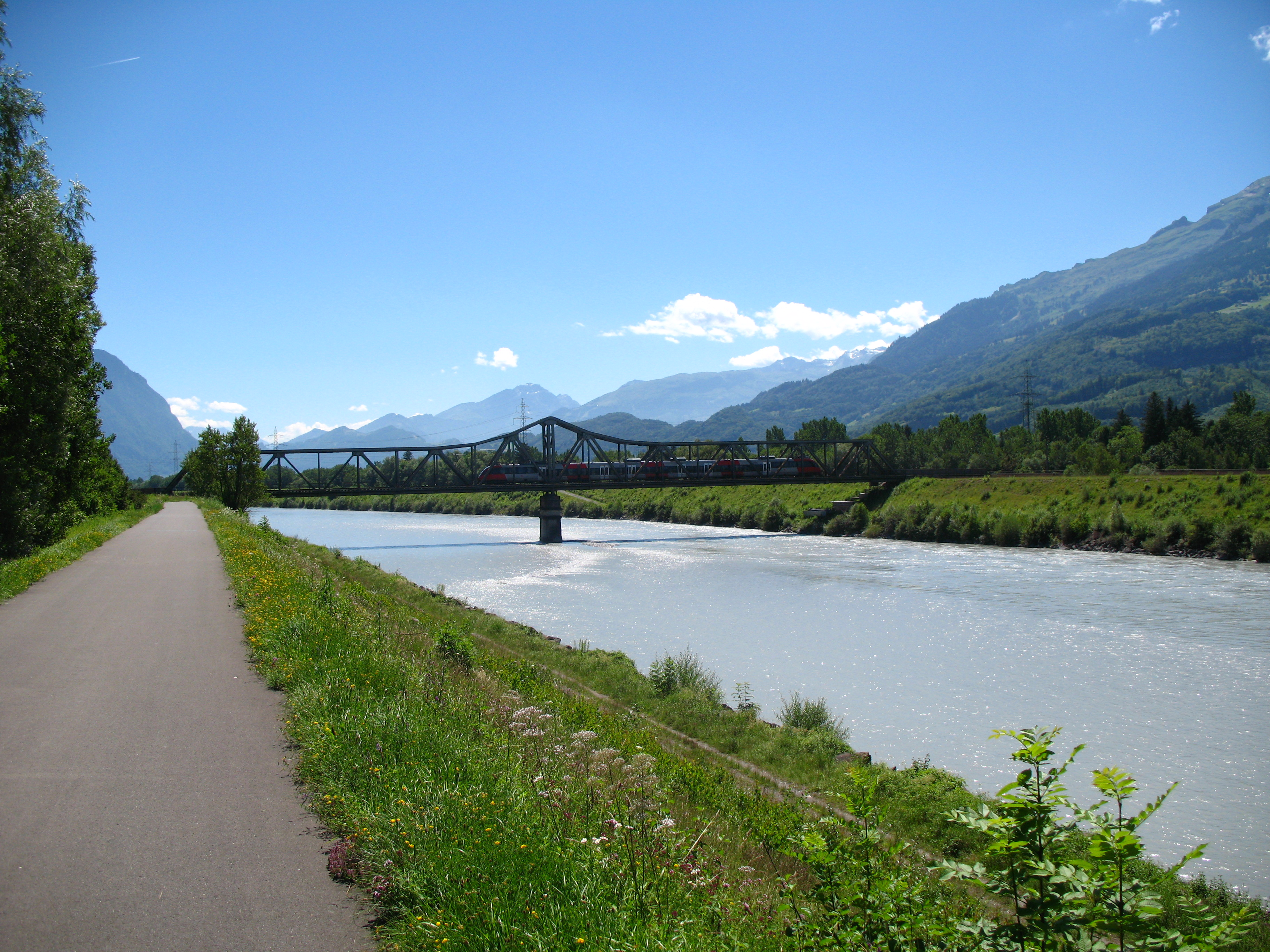
Le pont ferroviaire.

La ville de Buchs est située dans la vallée du Rhin alpin qui constitue la frontière nationale de la Suisse avec la principauté de Liechtenstein. La ville est frontalière avec la ville liechtensteinoise de Schaan à l'est ; un pont routier et un pont ferroviaire de la ligne de Feldkirch à Buchs relient les deux rives. La commune de Buchs est connue notamment par sa gare frontière.
Selon l'Office fédéral de la statistique, le territoire communal mesure 15,95 km2. Le point le plus bas est au niveau du fleuve, à 441 mètres d’altitude. Le point culminant est au sommet du Glannachopf, à 2 232 mètres d’altitude.

## Démographie
Selon l'Office fédéral de la statistique, Buchs compte 13 605 habitants fin 2022. Sa densité de population atteint 853 hab./km2.
| Année      | 1831  | 1850  | 1900  | 1950  | 2000   | 2010   | 2014   | 2015   | 2016   |
| Population | 1 781 | 2 015 | 3 851 | 5 204 | 10 399 | 11 242 | 12 048 | 12 414 | 12 531 |

## Histoire

Photo aérienne prise à 300 m par Walter Mittelholzer (1919).

Les riches découvertes archéologiques dans la vallée du Rhin alpin remontent jusqu'à l'âge du cuivre et à l'âge du bronze. La région a été soumise au cours de la conquête romaine de la Rhétie et de l'arc alpin en 15 av. J.-C., lorsque Tibère et son frère Drusus mènent une campagne contre la population des Vindélices en Rhétie. Après la chute de l'Empire romain au Ve siècle, les tribus des Alamans se sont installées au bord du Rhin ; leur royaume alaman devint une partie des royaumes francs.
La première mention du lieu figure dans un testament de Tello, l’évêque de Coire, vers l'an 765, sous le nom de Pogio. Au début du Xe siècle, la vallée faisait partie du duché de Souabe au sein de la Francie orientale ; une grande partie des domaines appartenait à l'abbaye de Saint-Gall. Le nom de Buchs est attesté en 1213. Au Moyen-Âge tardif, les comtes de Montfort résidant au château de Werdenberg, les abbés de Saint-Gall et la maison de Habsbourg se disputèrent le domaine de la vallée. À partir de 1483, le comté de Werdenberg était la possession de la famille de Sax-Misox. Leurs successeurs le vendirent au canton de Glaris en 1517.
Sous l'administration de l'ancienne Confédération suisse, la Réforme est prêchée dès 1526. Entre 1798 et 1803, le bailliage de Werdenberg faisait partie du canton de Linth au sein de la République helvétique, puis Buchs fut rattachée au district de Werdenberg du canton de Saint-Gall.

## Économie
- Swisslog, logiciels informatiques
- Ferroviasped, logistique
- Lubera, pépinière

## Écoles
- Haute école spécialisée Interstaatliche Hochschule für Technik Buchs NTB

## Médias
- Werdenberger & Obertoggenburger, quotidien
- Radio RI, radio régionale

## Culture et patrimoine

### Héraldique
| Blason | Blasonnement : De sinople au pal d'argent chargé d'un gonfanon de sable à trois fanons (Werdenberger), trois anneaux et aux franges d'or. |

### Monuments et curiosités
- Église du Sacré-Cœur (Herz Jesu), fondée en 1890, reconstruite en 1964-65 selon les plans de l'architecte Justus Dahinden. Bâtiment en béton avec sculptures d'Albert Wider.
- Église paroissiale réformée, nouvelle construction de 1931-32 par Wilhelm Schàfer et Martin Risch.

### Personnalités
- Simon Schwendener (1829–1919), botaniste ;
- Heinrich Rohrer (1933-2013), physicien et lauréat du prix Nobel.
- Tim Staubli (2000-), footballeur suisse ;

## Transports

### Ferroviaire
La gare frontière de Buchs est un nœud essentiel pour le trafic voyageurs et marchandises avec l’Autriche :
- Ligne de Feldkirch à Buchs desservie par les Chemins de fer fédéraux autrichiens (ÖBB), une partie du reseau prévu du RER (S-Bahn) de Liechtenstein ;
- Ligne ferroviaire de Coire à Rorschach (Rheintallinie) desservie par les Chemins de fer fédéraux suisses (CFF) et par les trains RER saint-gallois (Thurbo)[4].

### Routier
- Autoroute A13 St. Margrethen - Bellinzone, sortie 8

### Bus
- Lignes de bus RTB pour Altstätten, Buchs, Gams, Grabs et Sargans[5].
- Lignes de bus Liemobil pour Feldkirch, Sargans, Schaan, Triesen.